# Таммам Салам
Таммам Саїб Салам (араб. تمام صائب سلام; нар. 13 травня 1945) — ліванський політичний і державний діяч, прем'єр-міністр Лівану у 2014—2016 роках, в. о. президента країни в той же період.

## Життєпис
Народився 1945 року в Бейруті. Був старшим сином у родині Саїба Салама, колишнього прем'єр-міністра Лівану (1970—1973) і Тамім Мардам Бейк, сирійки з Дамаска.
Закінчив школу «Broummana High» й Університет Айказян у Бейруті.
Від 2008 до 2009 року обіймав посаду міністра культури Лівану.